# Don't Stop (Fleetwood Mac)
"Don't Stop" is een nummer van de Brits-Amerikaanse rockgroep Fleetwood Mac, afkomstig van het elfde studioalbum Rumours uit 1977 . Het is geschreven door de zangeres en toetsenist van de band, Christine McVie en werd op 6 juli 1977 in Europa en de rest van de wereld op single uitgebracht. Het is gezongen door Lindsey Buckingham en McVie en behoort tot het album Rumours. 

## Achtergrond
Het is een van de grootste hits van Fleetwood Mac en verscheen in meerdere hitlijsten voor langere tijd in de top 10. In Fleetwood Mac's thuisland het Verenigd Koninkrijk bereikte de plaat slechts de 32e positie in de UK Singles Chart.
In Nederland was de plaat op donderdag 26 mei 1977 TROS Paradeplaat op de befaamde TROS donderdag op 3 en een dag later Veronica Alarmschijf in haar toentertijd één uur zendtijd (19:00 - 20:00 uur) op Hilversum 3 en werd een grote hit in de destijds twee landelijke hitlijsten op de nationale publieke popzender. De plaat bereikte de 5e positie in de Nederlandse Top 40 en de 4e positie in de Nationale Hitparade. Ook stond de plaat wekenlang hoog genoteerd in de op Hemelvaartsdag 27 mei 1976 gestarte Europese hitlijst op Hilversum 3; de TROS Europarade en bereikte de 5e positie. 
In België werd de 6e positie in zowel de voorloper van de Vlaamse Ultratop 50 als de Vlaamse Radio 2 Top 30 bereikt en de 18e positie in Wallonië. 
Christine McVie schreef dit nummer nadat ze scheidde van de basgitarist, John McVie, na een huwelijk van acht jaar: "don't stop" was daarbij haar gevoel. Het nummer werd meerdere malen gecoverd, onder andere door Elton John en Status Quo. In 1992 werd het nummer gebruikt door de democratische presidentskandidaat Bill Clinton voor zijn campagne. 
Sinds de eerste editie in december 1999 staat de plaat onafgbroken genoteerd in de jaarlijkse NPO Radio 2 Top 2000 van de Nederlandse publieke radiozender NPO Radio 2, met als hoogste notering tot nu toe een 361e positie in 2022 (jaar van overlijden Christine McVie).

## NPO Radio 2 Top 2000
| Nummer met noteringen in de NPO Radio 2 Top 2000 | '99 | '00 | '01 | '02 | '03 | '04 | '05 | '06 | '07 | '08 | '09 | '10 | '11 | '12 | '13 | '14 | '15 | '16 | '17 | '18 | '19 | '20 | '21 | '22 | '23 | '24 |
| ------------------------------------------------ | --- | --- | --- | --- | --- | --- | --- | --- | --- | --- | --- | --- | --- | --- | --- | --- | --- | --- | --- | --- | --- | --- | --- | --- | --- | --- |
| Don't Stop                                       | 636 | 566 | 527 | 586 | 767 | 669 | 762 | 794 | 748 | 709 | 749 | 760 | 827 | 696 | 527 | 608 | 719 | 765 | 853 | 701 | 683 | 541 | 618 | 361 | 527 | 485 |

1. ↑  Een vetgedrukt getal geeft de hoogste notering aan.